# Premio TV - Premio regia televisiva 1993
La trentatreesima edizione del Premio Regia Televisiva, condotta da Daniele Piombi, si svolse il 22 maggio 1993 a Giardini-Naxos e fu trasmessa il 27 maggio su Rai Uno.

## Premi

### Miglior programma
- Informazione: Milano, Italia (Rai Tre)
- TV dei ragazzi: L'albero azzurro (Rai Uno, Rai Due)
- Cultura: Babele (Rai Tre)
- Sport: Mai dire gol (Italia 1)
- Fiction: La piovra 6 - L'ultimo segreto (Rai Uno)
- Intrattenimento: Scommettiamo che...? (Rai Uno)
- Varietà: Avanzi (Rai Tre)
- Programma innovativo: Telegiornale zero (Rai Tre)
- TV di servizio: Mi manda Lubrano (Rai Tre)
- Talk show: Diritto di replica (Rai Tre)
- Musica: Karaoke (Italia 1) e Notte rock (Rai Uno)
- Serial: Un commissario a Roma (Rai Uno)

### Programma rivelazione dell'anno
- Su la testa! (Rai Tre)

### Personaggio tv rivelazione dell'anno
- Valeria Marini

### Programma dell'anno
- Saluti e baci (Rai Uno)

### Personaggio tv dell'anno
- Gad Lerner

### Premi speciali
- Sergio Zavoli per il programma Viaggio nel Sud
- Carlo Conti per le 1000 puntate del contenitore per ragazzi Big!
- Gino Bramieri per la sit-com Nonno Felice
- Licia Colò per la rubrica L'arca di Noè
- Edwige Fenech per la serie tv Delitti Privati
- Luciano Rispoli per Tappeto volante
- Fabrizio Frizzi per I fatti vostri